# Colette van den Keere
Colette van den Keere (Gent, 1568 - Amsterdam, 1629) was een Vlaamse graveur en boekhandelaar die werkte in Amsterdam. Ze was de dochter van Hendrik van den Keere, een boekdrukker en lettergieter uit Gent, en zuster van Pieter van der Keere. De familie Van den Keere was protestants en moest vluchten voor geloofsvervolging, en woonde tussen 1584 en 1593 in Londen. Colette trouwde aldaar in 1587 met Joost de Hondt, een cartograaf die vooral bekend is als heruitgever van de atlassen van Gerardus Mercator. In 1595 vestigden ze zich in Amsterdam. Het echtpaar kreeg zeven kinderen.
Na het overlijden van Joost de Hondt in 1612 zette Colette de uitgeverij voort, totdat zij in 1621 het bedrijf overdeed aan haar zonen Jodocus en Hendrik.